# Herrberga
Herrberga är kyrkbyn i Herrberga socken, Mjölby kommun, Östergötlands län. Herrberga ligger strax norr om Öjebro och länsväg 206.
I byn ligger Herrberga kyrka.